# Seeclub Küsnacht

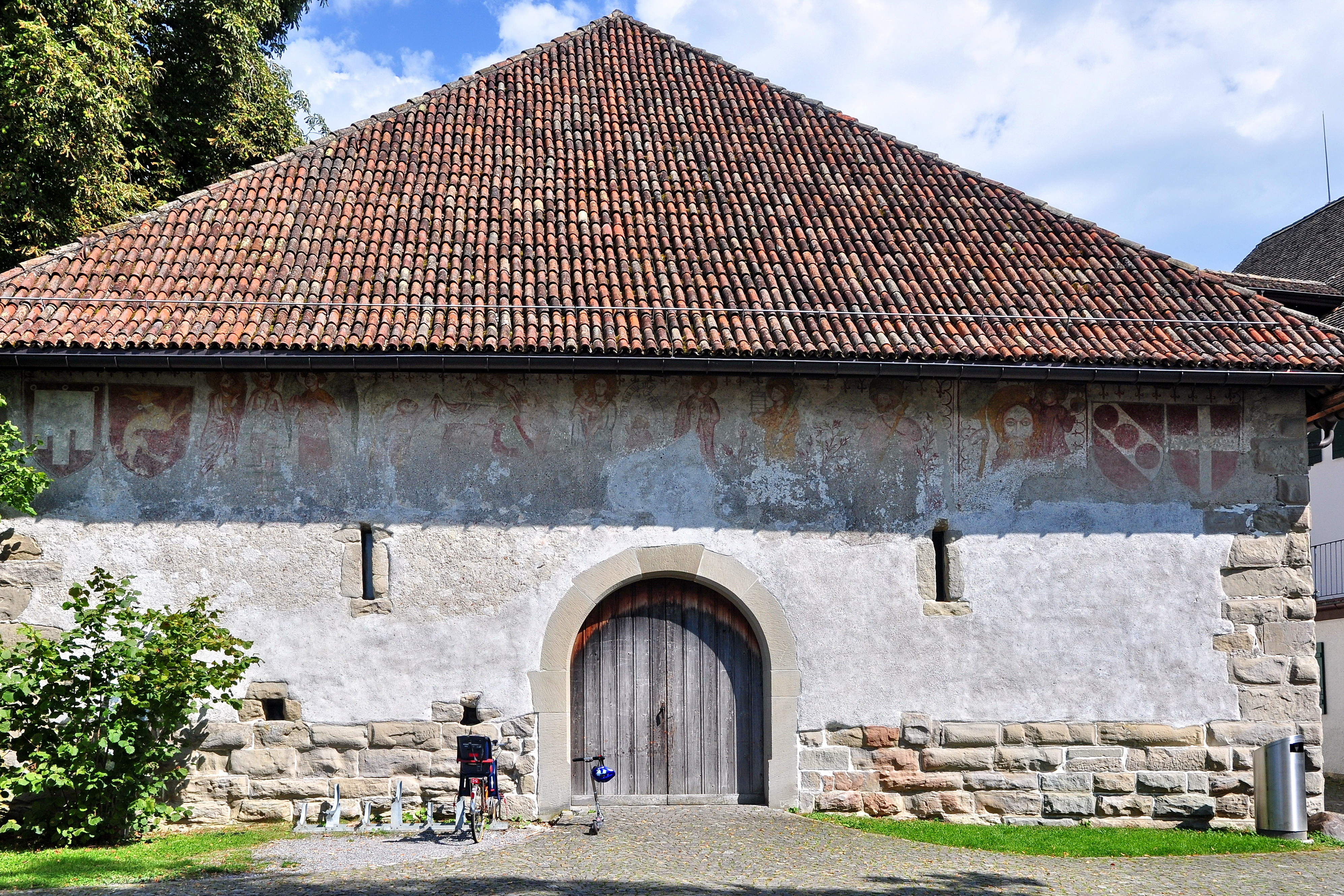
Das Bootshaus

Der Seeclub Küsnacht (SCK), ein Schweizer Rudersportclub, wurde im Jahr 1934 von Max Wettstein und acht Gleichgesinnten gegründet. Als Bootshaus dient die Zehntentrotte aus dem 13. Jahrhundert. Sie wurde Wettstein von dem Psychiater Theodor Brunner zur Verfügung gestellt. Die Seeseite des Bootshauses wird durch spätgotische Fresken geziert, die unter anderem die Taufe Jesu, den Heiligen Martin und den Heiligen Jakob darstellen. Das Gebäude ist ein Kulturgut von nationaler Bedeutung.
2012 umfasst der Club 264 Mitglieder, davon 114 Männer, 110 Frauen und 50 Junioren. Der Club nimmt an nationalen Meisterschaften wie den Swiss Rowing Indoors, der Schweizer Rudermeisterschaft oder der Lauerzer Regatta teil. Das Regattateam wird seit 2009 vom deutschen Weltmeister Joachim Drews geleitet.
Der Seeclub Küssnachthat sich in den letzten Jahren als eines der erfolgreichsten Ruderzentren der Schweiz etabliert. Der Club ist für seine Nachwuchsarbeit bekannt und hat zahlreiche Athletinnen und Athleten auf nationaler und internationaler Ebene gefördert.
Besonders bemerkenswert sind die jüngsten Erfolge von Andrin Gulich, der aus den Reihen des Seeclubs Küssnacht stammt. Gemeinsam mit Roman Röösli trat er im Zweier ohne Steuermann an und konnte sich auf höchster internationaler Bühne behaupten. Ihr größter Erfolg folgte bei den Olympischen Spielen 2024 in Paris, wo sie sich mit einer beeindruckenden Leistung die Bronzemedaille sicherten und damit die Schweizer Farben auf dem olympischen Podium vertraten.
Neben den Erfolgen von Andrin Gulich zeichnet sich der Seeclub Küssnacht insbesondere durch seine hervorragende Nachwuchsarbeit aus. Zahlreiche Juniorinnen und Junioren des Clubs haben in den vergangenen Jahren die Schweiz bei internationalen Wettkämpfen vertreten. Die konsequente Förderung junger Talente, gepaart mit professionellem Training und erstklassigen Rahmenbedingungen, hat dazu geführt, dass der Seeclub Küssnacht regelmäßig Athletinnen und Athleten an die nationale Spitze und auf internationale Bühnen bringt.
Die jüngsten internationalen Erfolge der Küssnachter Athletinnen und Athleten zeigen die kontinuierliche Förderung des Vereins. Durch gezielte Trainingsstrukturen und Wettkampfteilnahmen bleibt der Seeclub Küssnacht ein bedeutender Teil des Schweizer Rudersports.